# Olha Owdijczuk
Olha Wiktoriwna Owdijczuk, ukr. Ольга Вікторівна Овдійчук (ur. 16 grudnia 1993 we wsi Diuksyn, w obwodzie rówieńskim, Ukraina) – ukraińska piłkarka, grająca na pozycji napastnika w klubie Ankara BB Fomget GS, reprezentantka Ukrainy.

## Kariera piłkarska

### Kariera klubowa
Wychowanka Liceum Sportowego w Kostopolu. Karierę piłkarską rozpoczęła w 2010 w miejscowej drużynie Rodyna-Licej Kostopol. W 2012 roku otrzymała zaproszenie do najlepszej ukraińskiej drużyny Żytłobud-1 Charków. W 2016 po raz drugi otrzymała nagrodę dla najlepszej piłkarki Ukrainy. 8 lipca 2019 została zaproszona do Atlético Madrid. W styczniu 2020 roku wróciła do Ukrainy, gdzie znów zasiliła skład drużyny Żytłobud-1 Charków. Na początku 2022 roku po inwazji Rosji na Ukrainę wyjechała do Turcji, gdzie została zawodniczką Ankara BB Fomget GS.

### Kariera reprezentacyjna
23 października 2008 debiutowała w juniorskiej reprezentacji Ukrainy U-17 w wygranym 4-0 meczu kwalifikacyjnym z Litwą. Potem występowała w U-19 i młodzieżówce. 15 września 2012 roku zadebiutowała w barwach narodowej kadry w wygranym 5:0 meczu kwalifikacyjnym do Euro-2013 z Białorusinkami.

## Sukcesy i odznaczenia

### Sukcesy piłkarskie
Żytłobud-1 Charków
- mistrz Ukrainy (7): 2012, 2013, 2014, 2015, 2017/18, 2018/19, 2020/21
- zdobywca Pucharu Ukrainy (5): 2013, 2014, 2015, 2016, 2019

### Sukcesy indywidualne
- najlepsza piłkarka Ukrainy: 2013, 2016
- królowa strzelców Mistrzostw Ukrainy: 2012, 2013